# 蒙自乡
蒙自乡，是中华人民共和国四川省甘孜藏族自治州稻城县下辖的一个乡镇级行政单位。

## 行政区划
蒙自乡下辖以下地区：
瓦格村、俄伦村、自龙村、黑龙村、亚中村、桑达村、格沙村、然格村、米绒村和贡关村。